# Alexander Dei Russ
Aleksandr Anatólievich Kandaurov (en ruso: Александр Анатольевич Кандауров, 23 de julio de 1990, Vorónezh, Óblast de Vorónezh, Rusia), conocido por su nombre artístico Alexander Dei-Russ es un cantante, músico, actor de cine, actor de teatro, modelo, productor musical ruso.
Miembro de la Unión de Escritores Rusos, Miembro de la Unión para las imágenes animadas que suenan, guionista, director y presentador del programa del autor en el canal de televisión Music Box Gold, Nominado al premio literario nacional "Poeta del año" 2018, Miembro de la organización pública de toda Rusia " Oficiales de Rusia".

## Biografía

### Infancia
Aleksandr nació el 23 de julio de 1990 en una pequeña zona rural a cien kilómetros de la ciudad de Vorónezh. Desde muy joven, a Alejandro le gustaba cantar y bailar, actuar en el escenario era el sueño de la infancia de Alexander.
Actuar en el escenario era el sueño de la infancia de Alexander. Desde muy temprana edad, cantaba y bailaba todo el tiempo. Con la edad, el deseo de expresarse a través de la creatividad se hizo más fuerte, y Alexander encontró un camino que lo llevó a grandes lugares que compartió en conciertos con estrellas del pop en escenarios como: Crocus City Hall, el Kremlin State Palace, el Casa Central de la Música.
Primero hubo karaoke. El regalo de cumpleaños más deseado para la pequeña Sasha resultó ser el karaoke que le regaló su madre el día de su cumpleaños.

### Inicio de carrera
La alegría del niño no conoció límites. Si otros niños estuvieran listos para perseguir incansablemente una pelota de fútbol, entonces Sasha podría cantar durante horas con la banda sonora. Mamá alentó los estudios de su hijo, pero era una conocedora estricta.
Si escuchó que su hijo era falso, no alcanzó las notas, se lo señaló, pero no creía que la creatividad pudiera convertirse en el futuro en la profesión de su hijo. Ella orientó al niño hacia una profesión más mundana. Y después de graduarse de la escuela, Sasha ingresó a una escuela técnica para estudiar economía.
Sin embargo, ni siquiera allí abandonó su pasión y se inscribió en un círculo vocal y coreográfico. No estaba para estudiar. Me sumergí de cabeza en la atmósfera de la creatividad.
Dedicaba todo su tiempo libre al canto y al baile. En 2009, se unió al ejército, y allí encontró tiempo para cantar y bailar, y Alexander sirvió en la ciudad de Perm en las Tropas Internas del Ministerio del Interior de Rusia.

## Creación

### Carrera musical
No importa cómo Alexander se sintiera atraído por la creatividad, tenía que pensar en la vida, lo vital. Encontrar un trabajo en el pueblo no es fácil, y en 2011 se fue a Moscú, consiguió un trabajo como guardia de seguridad en una de las empresas, para que al menos pudiera ganar dinero extra por primera vez.
Habiéndose establecido en la ciudad, nuevamente comenzó a pensar en hacer lo que amaba. Desde julio de 2011, Alexander ha trabajado como entrenador físico, consiguió un trabajo en el Centro de Educación Familiar, donde bailó con niños pequeños de 1,5 años o más. Trabajó a tiempo parcial como maestro de escuela.

## Libros

### Obras de arte
- 2017 — «Веселое живём»

- 2018 — «Горе Горькое в Крыму…Горе!»
- 2020 — «Господа, простите музыканта»
- 2022 — «Масленица-зазывалочка»

### Poesía
| Año  | Nombre            |
| ---- | ----------------- |
| 2019 | «Муха и Мороз»    |
| 2022 | «Колыбельная»     |
| 2022 | «Признание щенка» |
| 2022 | «Мысли в голове»  |
| 2022 | «Про котят»       |
| 2022 | «Санки»           |
| 2022 | «Замарашка»       |
| 2022 | «Чепуха»          |
| 2022 | «Зарядка»         |
| 2022 | «Гармошка»        |
| 2022 | «В курятнике»     |
| 2022 | «Наказ мамы»      |
| 2022 | «Велосипед»       |
| 2022 | «Варенье»         |
| 2022 | «Про школу»       |
| 2022 | «Уборка»          |

### Conciertos

#### Premios y premios
En 2012: interpretó el papel principal de "Wolf" en la obra musical infantil "Prickly Coat", y también fue asistente de la directora y productora en jefe Elena Viktorovna Karamushka (miembro del Sindicato de Actores de Cine de Rusia) de esta producción.
En 2012: Estando ya en Moscú y trabajando en la Casa de la Creatividad de los Niños, recibió un Diploma de Reconocimiento del Departamento de Educación de Moscú "Por organizar y realizar eventos socialmente significativos a un alto nivel artístico, por profesionalismo y dedicación a la noble causa de educar a la generación más joven". En 2013, se convirtió en el ganador del Concurso Vocal Internacional "Super STAR".
En el mismo año, 2013, Aleksando se convirtió en el organizador del evento benéfico Wide Maslenitsa en apoyo de la fundación Podari Zhizn para niños con oncohematología y otras enfermedades graves. Todos los fondos recaudados fueron trasladados a los niño.
Por lo que se le otorgó una carta de agradecimiento “Por hacer y contribuir al desarrollo”.
En 2014, recibió una carta de agradecimiento del jefe del Consejo del Distrito de Otradnoye de Moscú, "Por la participación en el evento solemne regional" Memory Watch "en el Complejo del Museo" Historia del Tanque T-34 ".
En 2014 Fue galardonado con una Carta de Agradecimiento de la Fundación Benéfica para el Apoyo a la Familia, la Maternidad, la Paternidad y la Infancia "House - a full bowl" por participar en una fiesta benéfica dedicada al Día de la Familia;
En 2014 Premiado con una carta de agradecimiento del jefe del consejo del distrito de Otradnoye de Moscú "Por la participación en el evento festivo del distrito "DÍA DE LA VICTORIA", en 2014 - Organizador, guionista y director del musical Tardes en una granja cerca de Dikanka. Se nos viene el Año Nuevo”, así como Ch. role "Estrellarse".
En 2017 Finalista del concurso-festival de música de toda Rusia "New Faces in the Kremlin".
En 2022, recibió la medalla "Santa Rus" establecida de conformidad con el Artículo 24 de la Ley Federal de la Federación Rusa "Sobre Asociaciones Públicas" (82-FZ) y tiene el estatus de premio público otorgado por la contribución a Literatura Rusa.
En 2022, recibió la Estrella del Patrimonio de II grado, establecida de conformidad con el Artículo 24 de la Ley Federal de la Federación Rusa "Sobre Asociaciones Públicas" (82-FZ) y tiene el estatus de premio público otorgado por contribución al desarrollo de la cultura y la literatura rusas.

## Discografía

### Álbumes
| Nombre                    | Información                                                                             |
| ------------------------- | --------------------------------------------------------------------------------------- |
| «Танцуй со мной (альбом)» | - Lanzamiento: 9 de junio de 2020 - Лейбл: Figuru Audio - Formato: distribución digital |

### EP
| Nombre           | Información                                                                         |
| ---------------- | ----------------------------------------------------------------------------------- |
| «Танцуй со мной» | - Lanzamiento: 20 de diciembre de 2020 - Label: WMA - Formato: distribución digital |

### Individual
- 2019 — «Сосед»[34]